# Виланова Бјелезе
Виланова Бјелезе (итал. Villanova Biellese) је насеље у Италији у округу Бијела, региону Пијемонт.
Према процени из 2011. у насељу је живело 81 становника. Насеље се налази на надморској висини од 231 м.

## Становништво
| 1931. | 1936. | 1951. | 1961. | 1971. | 1981. | 1991. | 2001. | 2011. |
| ----- | ----- | ----- | ----- | ----- | ----- | ----- | ----- | ----- |
| 237   | 308   | 273   | 244   | 212   | 220   | 209   | 196   | 190   |